# 墨川駅
墨川駅（ムクチョンえき、묵천역）は、朝鮮民主主義人民共和国の鉄道駅である。黄海北道銀波郡に位置している。